# Xerente
Xerentes son un pueblo indígena que habitan en  en el estado brasileño de Tocantins, en la margen derecha del Río Tocantins, en el cerrado cercano a la ciudad de Tocantínia, que situada entre dos tierras indígenas xerentes, ha sido, durante todo este siglo, escenario de tensiones entre no-indígenas y xerentes.
La población gerente es en la actualidad de más de 3.500 personas, distribuidas en 33 pueblos que componen las tierras indígenas de Xerente y Funil, con 183.542 hectáreas de demarcación.
Hablan la lengua Akuwen, pertenecientes a la familia  lingüística Gê. Son expertos en la artesanía de trenzado. Con la lana de babasú y seda de buriti, producen canastas, cestos, bolsos, tapetes y adornos para el cuerpo.